# معركة غزنة (1117)
```
دارت 
معركة غزنة
 عام 510–511 1117 بين 
القوات السلجوقية
 المؤيدة لمطالبة 
بهرام شاه الغزنوي
 وجيش شقيقه الحاكم 
أرسلان شاه الغزنوي
.
[
1
]
```

## الخلفية
بدأ موت مسعود الثالث الغزنوي عام 1115 في منافسة على العرش. تولى شيرزاد العرش في ذلك العام ولكن في العام التالي اغتيل على يد شقيقه الأصغر أرسلان. اضطر أرسلان إلى مواجهة تمرد شقيقه الآخر بهرام، الذي تلقى الدعم من السلطان السلجوقي أحمد سنجر. فقد قام بهرام شاه بإنشاء علاقات جيدة مع سلطان السلاجقة أحمد سنجر، وقد أقنعه بمحاربة أرسلان شاه.

## المعركة
غزا أحمد سنجر خراسان وأخذ جيشه إلى أفغانستان وألحق هزيمة ساحقة بأرسلان بالقرب من غزنة في شهر أباد. تمكن أرسلان من الفرار ونجح بهرام في تولي العرش تابعاً للسلاجقة. وقد دخل أحمد سنجر إلى غزنه في 25 فبراير 1117، وعين بهرام شاه حاكما على الغزنويين، وقام بإنشاء معاهدة معه. وقد نصت تلك المعاهدة على أن تُقرأ الخطبة باسم الخليفة العباسي ومن بعده السلطان محمد بن ملكشاه ومن بعهده أحمد سنجر، ومن بعدهم اسمه. بالإضافة إلى قبوله بإعطائه عطية سنوية.